# Viola borussica
Viola borussica är en violväxtart som först beskrevs av Borbás, och fick sitt nu gällande namn av Wilhelm Becker. Viola borussica ingår i släktet violer, och familjen violväxter. Inga underarter finns listade i Catalogue of Life.